# Nordic Council Film Prize
Il Nordic Council Film Prize è un premio cinematografico assegnato annualmente dal Consiglio nordico ad un film di alta qualità artistica che abbia le proprie radici nella cultura nordica («that is rooted in Nordic culture, is of high artistic quality and stands out through its artistic originality to form a harmonious work»).

L'obiettivo del premio è promuovere e sostenere l'industria cinematografica nordica e contribuire al suo rafforzamento anche a livello internazionale.
Assegnato una prima volta nel 2002 in occasione del cinquantesimo anniversario del Consiglio nordico, dal 2005 è assegnato regolarmente insieme agli altri premi del Consiglio nordico, dedicati a musica, letteratura, natura e ambiente, in una cerimonia speciale durante l'assemblea annuale del Consiglio, in autunno.
Il premio consiste in 350.000 corone danesi (circa 47.000 euro) ed è finanziato dal Nordic Film and TV Fund.

## Processo di selezione
Il vincitore del premio viene scelto da un comitato, il Nordic Adjudication Committee, formato da un rappresentante per ciascuno dei paesi nordici (Danimarca, Finlandia, Islanda, Norvegia, Svezia). 
Ognuno dei membri del comitato candida al premio un film della propria nazione, quindi il vincitore viene scelto collegialmente.
Al di fuori della quota di un film per paese possono essere sottoposti al giudizio del comitato film dei territori autonomi (Groenlandia, Isole Åland e Isole Fær Øer), nel qual caso vengono cooptati nel comitato membri rappresentanti del territorio interessato.

## Albo d'oro
I vincitori sono indicati in grassetto. A seguire gli altri candidati.
- 2002: L'uomo senza passato (Mies vailla menneisyyttä), regia di Aki Kaurismäki (Finlandia)
- 2005: Gli innocenti (Drabet), regia di Per Fly (Danimarca)
  - Pusher II - Sangue sulle mie mani (Pusher II), regia di Nicolas Winding Refn (Danimarca)
  - Melancholian 3 huonetta, regia di Pirjo Honkasalo (Finlandia)
  - Paha Maa, regia di Aku Louhimies (Finlandia)
  - Dís, regia di Silja Hauksdóttir (Islanda)
  - Gargandi Snilld, regia di Ari Alexander Ergis Magnússon (Islanda)
  - Vinterkyss, regia di Sara Johnsen (Norvegia)
  - Hawaii, Oslo, regia di Erik Poppe (Norvegia)
  - Gitarrmongot, regia di Ruben Östlund (Svezia)
  - Hål i mitt hjärta, regia di Lukas Moodysson (Svezia)
- 2006: Zozo, regia di Josef Fares (Svezia)
  - Dopo il matrimonio (Efter bryllupet), regia di Susanne Bier (Danimarca)
  - Offscreen, regia di Christoffer Boe (Danimarca)
  - Äideistä parhain, regia di Klaus Härö (Finlandia)
  - Revolution, regia di Jouko Aaltonen (Finlandia)
  - Blóðbönd, regia di Árni Ásgeirsson (Islanda)
  - A Little Trip to Heaven, regia di	Baltasar Kormákur (Islanda)
  - Slipp Jimmy fri, regia di Christopher Nielsen (Norvegia)
  - Den brysomme mannen, regia di Jens Lien (Norvegia)
  - Mun mot mun, regia di Björn Runge (Svezia)
- 2007: Kunsten at Græde i Kor, regia di Peter Schønau Fog (Danimarca)
  - AFR, regia di Morten Hartz Kaplers (Danimarca)
  - Miehen työ, regia di Aleksi Salmenperä (Finlandia)
  - Börn, regia di Ragnar Bragason (Islanda)
  - Mýrin, regia di Baltasar Kormákur (Islanda)
  - Reprise, regia di Joachim Trier (Norvegia)
  - Sønner, regia di Erik Richter Strand (Norvegia)
  - Farväl Falkenberg, regia di Jesper Ganslandt (Svezia)
  - Darling, regia di	Johan Kling (Svezia)
- 2008: You, the Living (Du levande), regia di Roy Andersson (Svezia)
  - De unge år - Erik Nietzsche Del 1, regia di Jacob Thuesen (Danimarca)
  - Tummien perhosten koti, regia di Dome Karukoski (Finlandia)
  - Brúðguminn, regia di Baltasar Kormákur (Islanda)
  - Mannen som elsket Yngve, regia di Stian Kristiansen (Norvegia)
- 2009: Antichrist, regia di Lars von Trier (Danimarca)
  - Sauna, regia di Antti-Jussi Annila (Finlandia)
  - The Amazing Truth About Queen Raquela, regia di Olaf de Fleur Johannesson (Islanda)
  - Nord, regia di Stian Kristiansen (Norvegia)
  - Ljusår, regia di Mikael Kristersson (Svezia)
- 2010: Submarino, regia di Thomas Vinterberg (Danimarca)
  - Miesten vuoro, regia di Joonas Berghäll e Mika Hotakainen (Finlandia)
  - The Good Heart, regia di Dagur Kári (Islanda)
  - Upperdog, regia di Sara Johnsen (Norvegia)
  - Metropia, regia di Tarik Saleh (Svezia)
- 2011
  - Beyond (Svinalängorna), regia di Pernilla August (Svezia)
  - Sandheden Om Mænd, regia di Nikolaj Arcel (Danimarca)
  - Hyvä Poika, regia di Zaida Bergroth (Finlandia)
  - Brim, regia di Árni Ólafur Ásgeirsson (Islanda)
  - Oslo, 31. August, regia di Joachim Trier (Norvegia)
- 2021
  - Flee (Flugt), regia di Jonas Poher Rasmussen (Danimarca)
  - Any Day Now (Ensilumi), regia di Hamy Ramezan (Finlandia)
  - Alma, regia di Kristín Jóhannesdóttir (Islanda)
  - Gunda, regia di Viktor Kossakovsky (Norvegia)
  - Tigers (Tigrar), regia di Ronnie Sandahl (Svezia)
- 2022
  - Lamb (Dýrið), regia di Valdimar Jóhannsson (Islanda)
  - Il cieco che non voleva vedere Titanic (Sokea mies joka ei halunnut nähdä Titanicia), regia di Teemu Nikki (Finlandia)
  - Clara Sola, regia di Nathalie Álvarez Mesén (Svezia)
  - Godland - Nella terra di Dio (Vanskabte Land), regia di Hlynur Pálmason (Danimarca)
  - La persona peggiore del mondo (Verdens verste menneske), regia di Joachim Trier (Norvegia)